# Mithun Manhas
Mithun Manhas, né le 12 octobre 1970 à Jammu, est un joueur indien de cricket « première classe » qui évolue comme all-rounder au sein des Chennai Super Kings.

## Parcours
Il représente d'abord les Delhi Daredevils en Indian Premier League (IPL). En quatrième saison d'IPL, il signe un contrat de 260 000 dollars américains avec Pune Warriors (en). Il rejoint les Chennai Super Kings en septième saison.
En septembre 2015, Manhas rejoint l'équipe du Jammu-et-Cachemire (en) pour la saison 2015–2016 (en) du Ranji Trophy.
En février 2017, il devient coach assistant de l'équipe des Kings XI Punjab de l'IPL.